# Plesiopidae
Plesiopidae Günther, 1861 è una famiglia di pesci ossei marini appartenenti all'ordine Perciformes.

## Descrizione
I Plesiopidae sono pesci di piccola taglia (massimo circa 25 cm, taglia media di pochi centimetri) con corpo allungato. Occhi e bocca sono grandi. Le pinne ventrali sono allungate in modo caratteristico. La linea laterale in molte specie è spezzata in due tronconi.  Le specie tropicali sono perlopiù di piccole dimensioni e poco vistose anche per il comportamento schivo, i Plesiopidae di maggiori dimensioni e dai colori più brillanti sono australiani di acque temperate.

## Biologia

### Alimentazione
Le loro prede sono costituite da crostacei e pesci.

## Distribuzione e habitat
Questa famiglia è endemica dell'Indo-Pacifico, sia in zone tropicali che subtropicali e temperate calde.

## Tassonomia
La famiglia è suddivisa in due sottofamiglie e 12 generi:

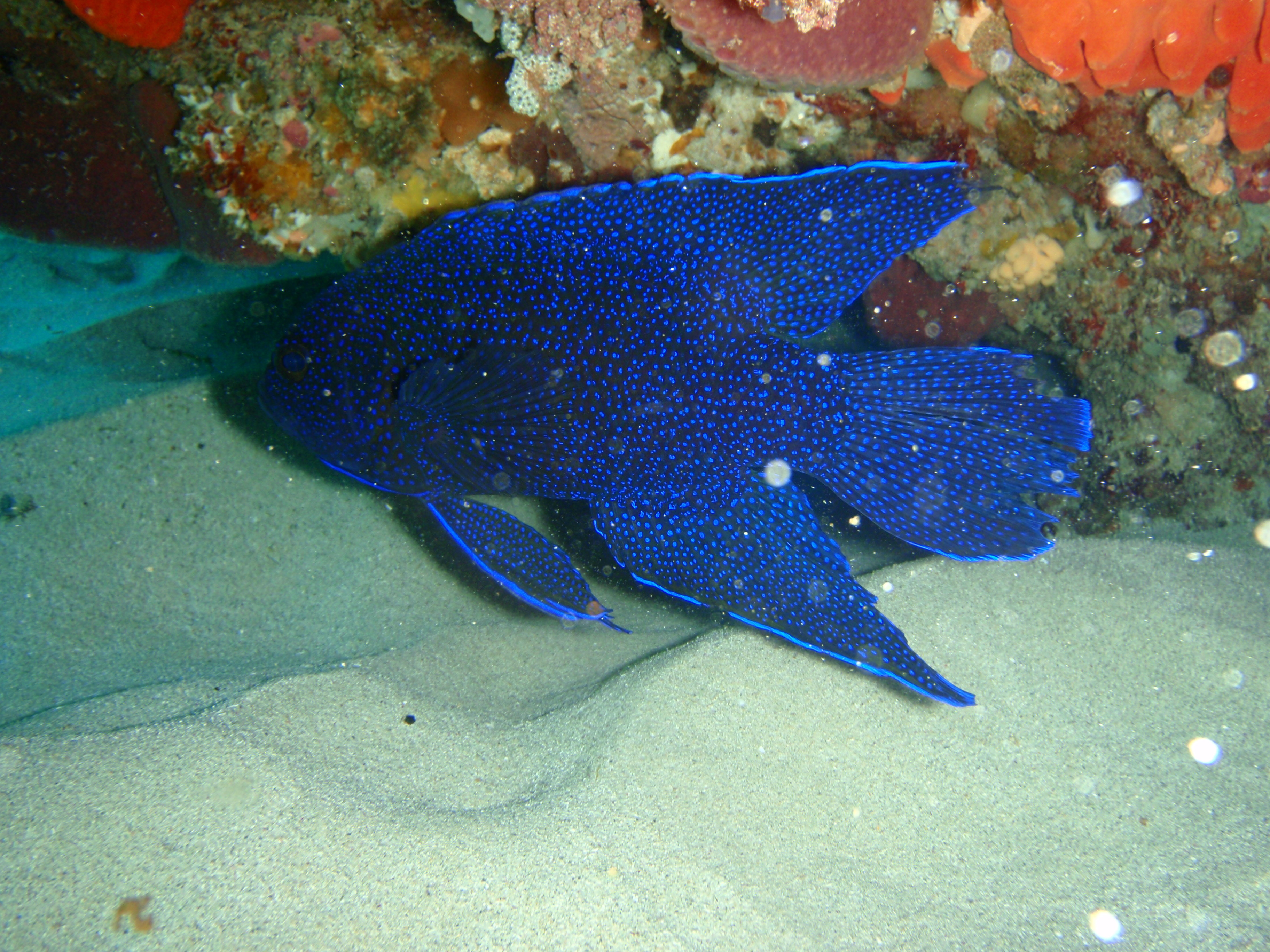
Paraplesiops meleagris

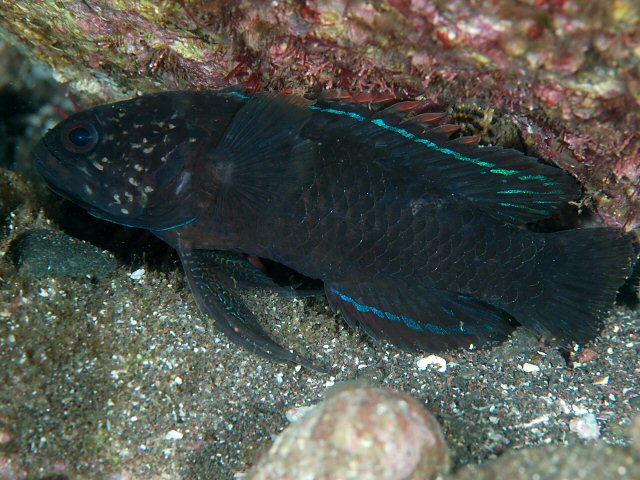
Plesiops coeruleolineatus

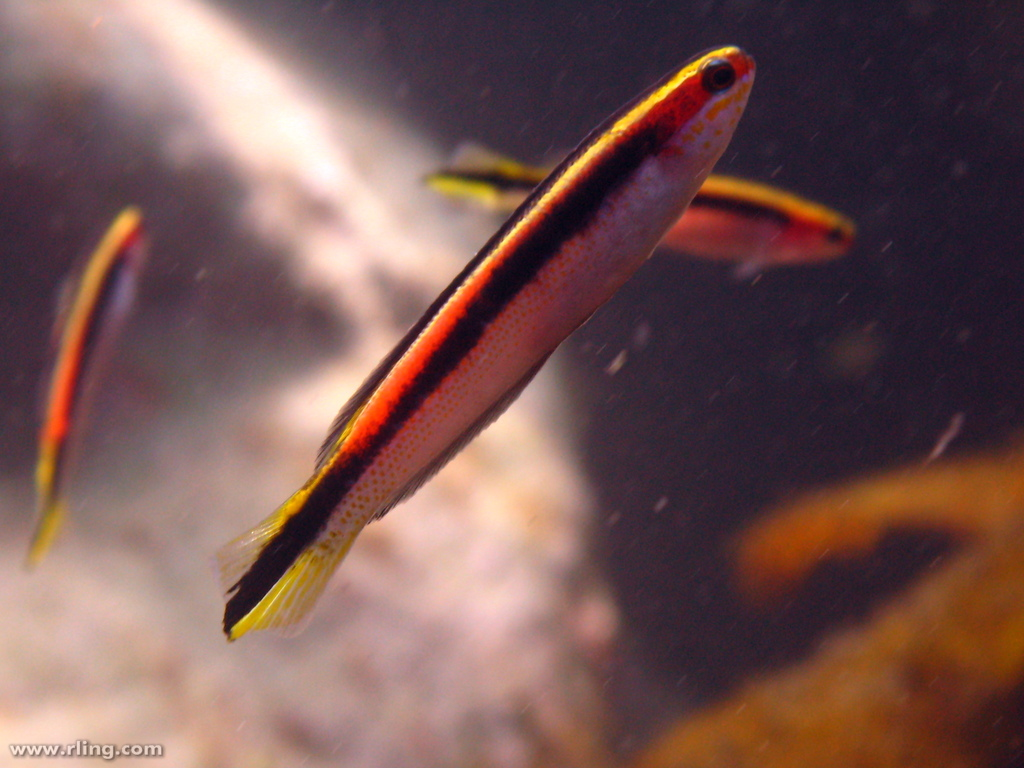
Trachinops taeniatus

- Sottofamiglia Acanthoclininae Günther, 1861
  - Genere Acanthoclinus Jenyns, 1841
    - Acanthoclinus fuscus
    - Acanthoclinus littoreus
    - Acanthoclinus marilynae
    - Acanthoclinus matti
    - Acanthoclinus rua

  - Genere Acanthoplesiops Regan, 1912
    - Acanthoplesiops echinatus
    - Acanthoplesiops hiatti
    - Acanthoplesiops indicus
    - Acanthoplesiops naka
    - Acanthoplesiops psilogaster

  - Genere Beliops Hardy, 1985
    - Beliops batanensis
    - Beliops xanthokrossos

  - Genere Belonepterygion McCulloch, 1915
    - Belonepterygion fasciolatum

  - Genere Notograptus Günther, 1867
    - Notograptus gregoryi
    - Notograptus guttatus
- Sottofamiglia Plesiopinae Günther, 1861
  - Genere Assessor Whitley, 1935
    - Assessor flavissimus
    - Assessor macneilli
    - Assessor randalli

  - Genere Calloplesiops Fowler & Bean, 1930
    - Calloplesiops altivelis
    - Calloplesiops argus

  - Genere Fraudella Whitley, 1935
    - Fraudella carassiops

  - Genere Paraplesiops Bleeker, 1875
    - Paraplesiops alisonae
    - Paraplesiops bleekeri
    - Paraplesiops meleagris
    - Paraplesiops poweri
    - Paraplesiops sinclairi

  - Genere Plesiops Oken, 1817
    - Plesiops auritus
    - Plesiops cephalotaenia
    - Plesiops coeruleolineatus
    - Plesiops corallicola
    - Plesiops facicavus
    - Plesiops genaricus
    - Plesiops gracilis
    - Plesiops insularis
    - Plesiops malalaxus
    - Plesiops multisquamata
    - Plesiops mystaxus
    - Plesiops nakaharae
    - Plesiops nigricans
    - Plesiops oxycephalus
    - Plesiops polydactylus
    - Plesiops thysanopterus
    - Plesiops verecundus

  - Genere Steeneichthys Allen & Randall, 1985
    - Steeneichthys nativitatus
    - Steeneichthys plesiopsus

  - Genere Trachinops Günther, 1861
    - Trachinops brauni
    - Trachinops caudimaculatus
    - Trachinops noarlungae
    - Trachinops taeniatus